# 909年
| 千纪： | 1千纪 |
| 世纪： | 9世纪 \| 10世纪 \| 11世纪 |
| 年代： | 870年代 \| 880年代 \| 890年代 \| 900年代 \| 910年代 \| 920年代 \| 930年代                                                                                            |
| 年份： | 904年 \| 905年 \| 906年 \| 907年 \| 908年 \| 909年 \| 910年 \| 911年 \| 912年 \| 913年 \| 914年                                                                      |
| 纪年： | 己巳年（蛇年）；（南吴、晋）天祐六年；后梁（闽）開平三年；前蜀武成二年；李茂貞天復九年；大長和安国八年；吴越天宝二年；日本延喜九年；后百济正开九年；后高句丽圣册五年 |

## 大事记
- 中國
  - 后梁封王审知为闽王。
- 北非
  - 法蒂瑪王朝在突尼斯馬赫迪耶建立，中國史書稱綠衣大食。
- 玛雅文明
  - 最後一塊紀念石碑托尼那遺跡第101號石碑建立。